# 레이슬라 드 올리베이라

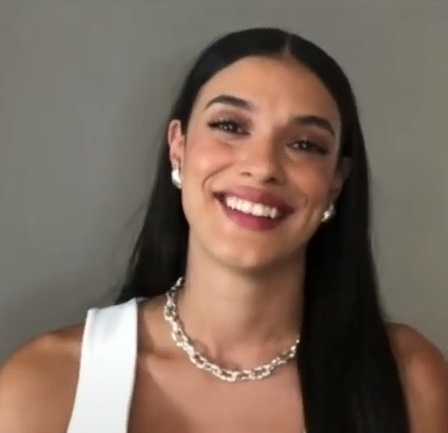

라이즐라 디올리베라(Laysla De Oliveira, 1992년 1월 11일 ~ )는 캐나다의 배우이다.
토론토에서 태어났다.

## 출연 작품

### 영화
- 높은 풀 속에서 (2019)

### 텔레비전
- 더 기프티드 (2018–19)
- 로크 앤 키 (2020-22)
- 라이어니스: 특수 작전팀 (2023-현재)